# Valgesoo
Valgesoo (Duits: Walgesoo) is een plaats in de Estlandse gemeente Põlva vald, provincie Põlvamaa. De plaats heeft de status van dorp (Estisch: küla) en telt 43 inwoners (2021).
Tot in oktober 2017 lag Valgesoo in de gemeente Vastse-Kuuste. In die maand werd Vastse-Kuuste bij de gemeente Põlva vald gevoegd.
Ten noorden van Valgesoo ligt het natuurpark Valgesoo maastikukaitseala, dat voor het grootste deel op het grondgebied van het buurdorp Kiidjärve ligt.

## Geschiedenis
Valgesoo werd voor het eerst genoemd in 1582 onder de naam Walkiezo. De nederzetting behoorde tot het landgoed van Ahja.